# B. D. Ackley
Pour les articles homonymes, voir Ackley.
Bentley DeForest « B. D. » Ackley (né le 27 septembre 1872 à Spring Hill, en Pennsylvanie, et décédé le 3 septembre 1958 à Winona Lake, Indiana) est un compositeur américain, connu pour ses gospels.

## Biographie
Son frère Alfred Henry « A. H. » Ackley (1887-1960) a composé avec lui l'hymne populaire He Lives.
Durant sa jeunesse, B. D. Ackley pratique plusieurs instruments, dont l'accordéon, le piano, la clarinette et le piccolo. Il s'installe à New York en 1888 et joue de l'orgue dans les églises. En 1907, il rejoint les évangélistes Billy Sunday et Homer Rodeheaver, en tant que « pianiste-secrétaire » et parcourt le pays pendant huit ans en leur compagnie. En tant que compositeur et éditeur auprès de la Rodeheaver Company, il écrit plus de 3 000 morceaux de gospel. 
Il meurt à l'âge de 85 ans et est enterré au cimetière Oakwood à Warsaw, dans l'Indiana.